# Lijst van Nederlandse deelnemers aan de Olympische Zomerspelen van 1936
Dit is een lijst van Nederlandse deelnemers aan de Zomerspelen van 1936 in Berlijn.
| Olympiër                               | Sport            | Onderdeel                                                                    | Ervaring  |
| -------------------------------------- | ---------------- | ---------------------------------------------------------------------------- | --------- |
| Kees van Aelst                         | waterpolo        | herenteam                                                                    | debutant  |
| Hotse Bartlema                         | roeien           | vier zonder stuurman vier met stuurman                                       | debutant  |
| Albert van Bemmel                      | boksen           | zwaargewicht                                                                 | debutant  |
| Ernst van den Berg                     | hockey           | herenteam                                                                    | debutant  |
| Chris Berger                           | atletiek         | 100 m 4 x 100 m estafette                                                    | 2e Spelen |
| Wil van Beveren                        | atletiek         | 200 m 4 x 100 m estafette                                                    | debutant  |
| Fanny Koen                             | atletiek         | 4 x 100 m estafette hoogspringen                                             | debutant  |
| Tjeerd Boersma                         | atletiek         | 4 x 100 m estafette                                                          | debutant  |
| Dirk Willem van den Bosch              | schieten         | pistool/revolver op 25 meter op silhouetschijf                               | debutant  |
| Christiaan Johannes Petrus Both        | schieten         | klein kaliber geweer op 50 meter                                             | debutant  |
| Kitty ter Braake                       | atletiek         | 80 m horden 4 x 100 m estafette                                              | debutant  |
| Jan Brasser                            | atletiek         | hoogspringen tienkamp                                                        | debutant  |
| Jan de Bruine                          | paardensport     | springconcours individueel springconcours team                               | debutant  |
| Jan Hendrik Brussaard                  | schieten         | klein kaliber geweer op 50 meter liggend                                     | debutant  |
| Daniël Adolf Camerling Helmolt         | paardensport     | dressuur individueel dressuur team                                           | debutant  |
| Gerard Carlier                         | atletiek         | hoogspringen                                                                 | debutant  |
| Joop Carp                              | zeilen           | 6 meter klasse                                                               | 3e Spelen |
| Tin Dekkers                            | boksen           | middengewicht                                                                | debutant  |
| Hens Dekkers                           | boksen           | weltergewicht                                                                | debutant  |
| Ansco Dokkum                           | zeilen           | 6 meter klasse                                                               | 2e Spelen |
| Agaath Doorgeest                       | atletiek         | 80 m horden                                                                  | debutant  |
| Willem Driebergen                      | schermen         | degen individueel degen team                                                 | 2e Spelen |
| Ate Faber                              | schermen         | sabel team                                                                   | debutant  |
| Wim Fock                               | boksen           | half zwaargewicht                                                            | debutant  |
| Lex Franken                            | waterpolo        | herenteam                                                                    | debutant  |
| Nico Gageldonk                         | wielrennen       | wegwedstrijd wegwedstrijd landenteams                                        | debutant  |
| Alexander van Geen                     | moderne vijfkamp | heren                                                                        | debutant  |
| Johan Greter                           | paardensport     | springconcours individueel springconcours team                               | debutant  |
| Piet Gunning                           | hockey           | herenteam                                                                    | debutant  |
| Ru van der Haar                        | hockey           | herenteam                                                                    | debutant  |
| Hans Haasmann                          | schoonspringen   | 3 meter plank                                                                | debutant  |
| Gerard Hallie                          | roeien           | vier met stuurman                                                            | debutant  |
| Ru den Hamer                           | waterpolo        | herenteam                                                                    | debutant  |
| Karel Hardeman                         | roeien           | twee met stuurman                                                            | debutant  |
| Inge Heijbroek                         | hockey           | herenteam                                                                    | debutant  |
| Jan Hijko van Heteren                  | waterpolo        | herenteam                                                                    | debutant  |
| Gerard Willem le Heux                  | paardensport     | dressuur individueel dressuur team                                           | 2e Spelen |
| Nicolaas Petrus Paulus van Hoorn       | schermen         | degen individueel degen team                                                 | debutant  |
| Johannes Paulus Frederik van der Horst | moderne vijfkamp | heren                                                                        | debutant  |
| Hans ten Houten                        | roeien           | skiff                                                                        | debutant  |
| Hans Houtzager sr.                     | atletiek         | kogelslingeren                                                               | debutant  |
| René van Hove                          | wielrennen       | wegwedstrijd wegwedstrijd landenteams                                        | debutant  |
| Willem Jens                            | roeien           | twee zonder stuurman                                                         | debutant  |
| Ernst de Jonge                         | roeien           | twee met stuurman                                                            | debutant  |
| Kees Jonker                            | zeilen           | 6 meter klasse                                                               | debutant  |
| Daan Kagchelland                       | zeilen           | Olympiajol                                                                   | debutant  |
| Eddy Kahn                              | paardensport     | samengestelde ruiterwedstrijd samengestelde ruiterwedstrijd team             | debutant  |
| Jenny Kastein                          | zwemmen          | 200 m schoolslag                                                             | debutant  |
| Dini Kerkmeester                       | zwemmen          | 100 m rugslag                                                                | debutant  |
| Toos van der Klaauw                    | schermen         | floret individueel                                                           | debutant  |
| Marten Klasema                         | atletiek         | verspringen hink-stap-springen                                               | debutant  |
| Gien de Kock                           | atletiek         | speerwerpen                                                                  | debutant  |
| Lies Koning                            | atletiek         | 100 m 4 x 100 m estafette                                                    | debutant  |
| Tini Koopmans                          | atletiek         | hoogspringen discuswerpen                                                    | debutant  |
| Jaap Kraaier                           | kanovaren        | K1 1000 m                                                                    | debutant  |
| Jan Kramer                             | roeien           | twee zonder stuurman                                                         | debutant  |
| Wim van der Kroft                      | kanovaren        | K2 1000 m                                                                    | debutant  |
| Chris Kropman                          | wielrennen       | 4 km ploegenachtervolging                                                    | debutant  |
| Paul Kunze                             | schermen         | floret individueel                                                           | 3e Spelen |
| Tinus Lambillion                       | boksen           | vlieggewicht                                                                 | debutant  |
| Bernard Leene                          | wielrennen       | tandem                                                                       | 3e Spelen |
| Tonny van Lierop                       | hockey           | herenteam                                                                    | debutant  |
| Herman Carel Looman                    | zeilen           | 6 meter klasse                                                               | debutant  |
| Henk de Looper                         | hockey           | herenteam                                                                    | debutant  |
| Jan de Looper                          | hockey           | herenteam                                                                    | debutant  |
| Bob Maas                               | zeilen           | Star klasse                                                                  | 2e Spelen |
| Hans Maier                             | waterpolo        | heren                                                                        | debutant  |
| Rie Mastenbroek                        | zwemmen          | 100 m vrij 400 m vrij 100 m rugslag 4 x 100 m vrij                           | debutant  |
| Piet Metman                            | zwemmen          | 100 m rugslag                                                                | debutant  |
| Ernst Octavianus Moltzer               | zeilen           | 6 meter klasse                                                               | debutant  |
| Antonius Cornelis Montfoort            | schermen         | sabel individueel team                                                       | debutant  |
| Bertus Mooi Wilten                     | zwemmen          | 100 m vrije slag                                                             | debutant  |
| Frans de Moor                          | boksen           | bantamgewicht                                                                | debutant  |
| Frans Mosman                           | schermen         | sabel individueel sabel team                                                 | 2e Spelen |
| Jan Nicolaas                           | boksen           | vedergewicht                                                                 | debutant  |
| Ans Niesink                            | atletiek         | discuswerpen                                                                 | debutant  |
| Henk Ooms                              | wielrennen       | tandem                                                                       | debutant  |
| Soesoe van Oostrom Soede               | waterpolo        | heren                                                                        | debutant  |
| Tinus Osendarp                         | atletiek         | 100 m 200 m 4 x 100 m estafette                                              | debutant  |
| Willy den Ouden                        | zwemmen          | 100 m vrije slag 4 x 100 m vrije slag                                        | 2e Spelen |
| Charles Pahud de Mortanges             | paardensport     | samengestelde ruiterwedstrijd individueel samengestelde ruiterwedstrijd team | 4e Spelen |
| Jaap van der Poll                      | atletiek         | speerwerpen                                                                  | debutant  |
| André Rasenberg                        | boksen           | lichtgewicht                                                                 | debutant  |
| Flip Regout                            | roeien           | vier zonder stuurman vier met stuurman                                       | debutant  |
| Gé Regter                              | waterpolo        | heren                                                                        | debutant  |
| Aat de Roos                            | hockey           | herenteam                                                                    | debutant  |
| Henri van Schaik                       | paardensport     | springconcours individueel springconcours team                               | debutant  |
| Stans Scheffer                         | zwemmen          | 100 m rugslag                                                                | debutant  |
| Jan Dirk Schepers                      | schermen         | degen team                                                                   | debutant  |
| Hans Schnitger                         | hockey           | herenteam                                                                    | debutant  |
| Mak Schoorl                            | roeien           | vier zonder stuurman vier met stuurman                                       | debutant  |
| Jacob Schriever                        | schermen         | sabel team                                                                   | debutant  |
| Gerrit Schulte                         | wielrennen       | wegwedstrijd wegwedstrijd landenteams                                        | debutant  |
| Jopie Selbach                          | zwemmen          | 4 x 100 m vrije slag                                                         | debutant  |
| Nida Senff                             | zwemmen          | 100 m rugslag                                                                | debutant  |
| Josephus Serré                         | moderne vijfkamp | heren                                                                        | debutant  |
| Gerardus Gijsbertus Siderius           | kanovaren        | K2 10000 m                                                                   | debutant  |
| René Sparenberg                        | hockey           | herenteam                                                                    | debutant  |
| Piet Stam                              | zwemmen          | 100 m vrije slag 400 m vrije slag                                            | debutant  |
| Henk Starreveld                        | kanovaren        | K2 10000 m                                                                   | debutant  |
| Jo Stroomberg                          | zwemmen          | 200 m schoolslag                                                             | debutant  |
| Nicolaas Tates                         | kanovaren        | K2 1000 m                                                                    | debutant  |
| Annie Timmermans                       | zwemmen          | 400 m vrije slag                                                             | debutant  |
| Ko van Tongeren                        | kanovaren        | K1 10000 m                                                                   | debutant  |
| Christiaan Tonnet                      | paardensport     | samengestelde ruiterwedstrijd individueel samengestelde ruiterwedstrijd team | 3e Spelen |
| Anton Toscani                          | atletiek         | snelwandelen                                                                 | debutant  |
| Herman Veenstra                        | waterpolo        | heren                                                                        | debutant  |
| Pierre Marie Robert Versteegh          | paardensport     | dressuur individueel dressuur team                                           | 2e Spelen |
| Flip Vethaak                           | wielrennen       | wegwedstrijd wegwedstrijd landenteams                                        | debutant  |
| Arie van Vliet                         | wielrennen       | 1 km tijdrit 1 km sprint                                                     | debutant  |
| Ben van der Voort                      | wielrennen       | 4 km ploegenachtervolging                                                    | debutant  |
| Ali de Vries                           | atletiek         | 100 m 4 x 100 m estafette                                                    | debutant  |
| Willem de Vries Lentsch sr.            | zeilen           | Star klasse                                                                  | 2e Spelen |
| Jan Vrolijk                            | kanovaren        | vouwkajak K1 10000 m                                                         | debutant  |
| Tieleman Cornelis Vuurman              | schieten         | klein kaliber geweer 50 m liggend                                            | debutant  |
| Rein de Waal                           | hockey           | herenteam                                                                    | 2e Spelen |
| Jopie Waalberg                         | zwemmen          | 200 m schoolslag                                                             | debutant  |
| Tini Wagner                            | zwemmen          | 100 m vrije slag 400 m vrije slag 4 x 100 m vrije slag                       | debutant  |
| Hans van Walsem                        | roeien           | twee met stuurman                                                            | debutant  |
| Cornelis Weber                         | schermen         | degen individueel degen team                                                 | debutant  |
| Gerrit van Wees                        | wielrennen       | 4 km ploegenachtervolging                                                    | debutant  |
| Max Westerkamp                         | hockey           | herenteam                                                                    | debutant  |
| Franciscus Pieter van Wieringen        | schermen         | sabel individueel sabel team                                                 | debutant  |
| Cees Wijdekop                          | kanovaren        | opvouwbare boot 10.000 meter                                                 | debutant  |
| Piet Wijdekop                          | kanovaren        | opvouwbare boot 10.000 meter                                                 | debutant  |
| Simon de Wit                           | roeien           | vier zonder stuurman vier met stuurman                                       | debutant  |
| Joop van Woerkom                       | waterpolo        | herenteam                                                                    | debutant  |
| Adrie Zwartepoorte                     | wielrennen       | 4 km ploegenachtervolging                                                    | debutant  |